# Довженко, Александр Романович
Алекса́ндр Рома́нович Довже́нко (укр. Олександр Романович Довженко; 29 марта 1918, Севастополь, Таврическая губерния — 4 февраля 1995, Феодосия, АР Крым, Украина) — советский, украинский психиатр, нарколог, психотерапевт. Заслуженный врач Украинской ССР (1985), Народный врач СССР (1989).
Автор метода лечения алкогольной зависимости, получившего широкое признание и распространение в СССР и на постсоветском пространстве, основатель психотерапевтического центра «ДАР» по борьбе с алкоголизмом. Однако его метод кодирования и практика его применения вызвала споры в научном сообществе, которые не прекращаются  до настоящего времени.

## Биография
Александр Довженко родился 29 марта 1918 года в Севастополе в семье моряка. Рядом с ним на одной улице жил известный полярник Иван Дмитриевич Папанин, который был в дружеских отношениях с отцом Александра. И. Д. Папанин частенько беседовал с любознательным мальчиком, снабжая его различной литературой.
В 1933 году окончил семь классов, потом школу ФЗО и с 1934 года начал плавать кочегаром, затем матросом на теплоходе «Армения» вместе с отцом. Здесь и стало очевидно, что он владеет гипнозом. Часто, сначала ради баловства, он гипнотизировал матросов, а потом, в случае необходимости, стал оказывать им медицинскую помощь. Уже тогда, будучи молодым, заинтересовался психотерапией и гипнозом и стал замечать, что от его слов становится легче больным.
В 1936 году поступил в Крымский медицинский институт, который окончил в 1941 году. Первоначально специализировался как дерматовенеролог. После окончания института работал врачом в Черновцах, Каменке-Днепровской, Алёшках, Джанкое. В 1948 году был назначен главным врачом кожно-венерологического диспансера в Феодосии. Затем какое-то время работал в медицинском кабинете Феодосийского морского порта.В 1977—1985 годах работал старшим научным сотрудником НИИ клинической и экспериментальной неврологии и психиатрии им. В. П. Протопопова в Харькове. В Харьковском институте усовершенствования врачей окончил курсы практического гипноза.
В 1984 году способ лечения А. Р. Довженко был признан изобретением и зарегистрирован Государственным комитетом по делам изобретений и открытий СССР под названием «Лечение больных хроническим алкоголизмом по методу доктора Довженко».
Был утверждён Управлением по внедрению новых лекарственных средств и медицинской техники Министерства здравоохранения СССР. Разрешен Министерством здравоохранения СССР и после 1991 года Министерством здравоохранения Украины. Апробация метода Довженко, его теоретическое и научное обоснование осуществлены в 1979—1980 годах в НИИ клинической и экспериментальной неврологии и психиатрии им. В. П. Протопопова.
В 1985 году доктор открыл на даче Стамболи в Феодосии Республиканский наркологический психотерапевтический центр МОЗ УССР.
Умер в Феодосии 4 февраля 1995 года после перенесённого инсульта.

## Награды и звания
- Заслуженный врач Украинской ССР (1985),
- Народный врач СССР (1989)[3],
- Орден Дружбы народов (1989),
- Почётный гражданин Феодосии (1995, посмертно).

## Основные труды
- Довженко А. Р., Довженко В. Р. Тайны зелёной аптеки. — Симферополь: «Крым», 1967.
- Довженко А. Р., Довженко В. Р. Тропою старых тайн. — Львов: «Каменяр», 1968.
- Довженко А. Р. Возвращаю вас к жизни. — Киев: «Молодь», 1986.
- Довженко А. Р. Моё исцеляющее слово. — Киев: «Молодь», 1989.
- Довженко А. Р. Здоровье — в вашей воле. — М.: «Знание», 1990.

## Оценки и критика
Профессор И. Н. Пятницкая — учёный и клиницист, принадлежащий к числу основоположников современной отечественной наркологии, автор классических монографий и руководств, дала высокую оценку эффективности метода доктора Довженко.
"Исключительных результатов достиг руководитель республиканского наркологического центра Министерства здравоохранения УССР А. Р. Довженко. А. Р. Довженко создал модель трезвости. Метод заключается в формировании в мозгу больного так называемой доминанты трезвости. Метод, разработанный и применяющийся А. Р. Довженко, даёт удивительный эффект: от 82% до 93% лечившихся у него бросают пить, становятся полноценными людьми" 
Современные критики метода А. Р. Довженко формулируют следующие претензии: больной зависимостью не получает адекватной информированности о заболевании и вариантов его лечения, больной не берёт в полной мере ответственность за своё здоровье и судьбу, больной выбравший кодирование «странствует» от одного врача-нарколога к другому в поисках «настоящего» излечения за один сеанс, при этом заболевание прогрессирует, больной при неудаче хронизируется и разуверяется в наркологии и во врачах-наркологах.
Критикуется и влияние Довженко на всё развитие постсоветской наркологии. Профессор Е. М. Крупицкий пишет: «Наркологические больные в большей или меньшей степени верят в то, что употребление алкоголя или наркотиков после «лечения» вышеупомянутыми методами ведет к трагическим последствиям вплоть до летального исхода, а врачи-наркологи искусно поддерживают и культивируют эти мифы с целью извлечения коммерческой выгоды».

## Память

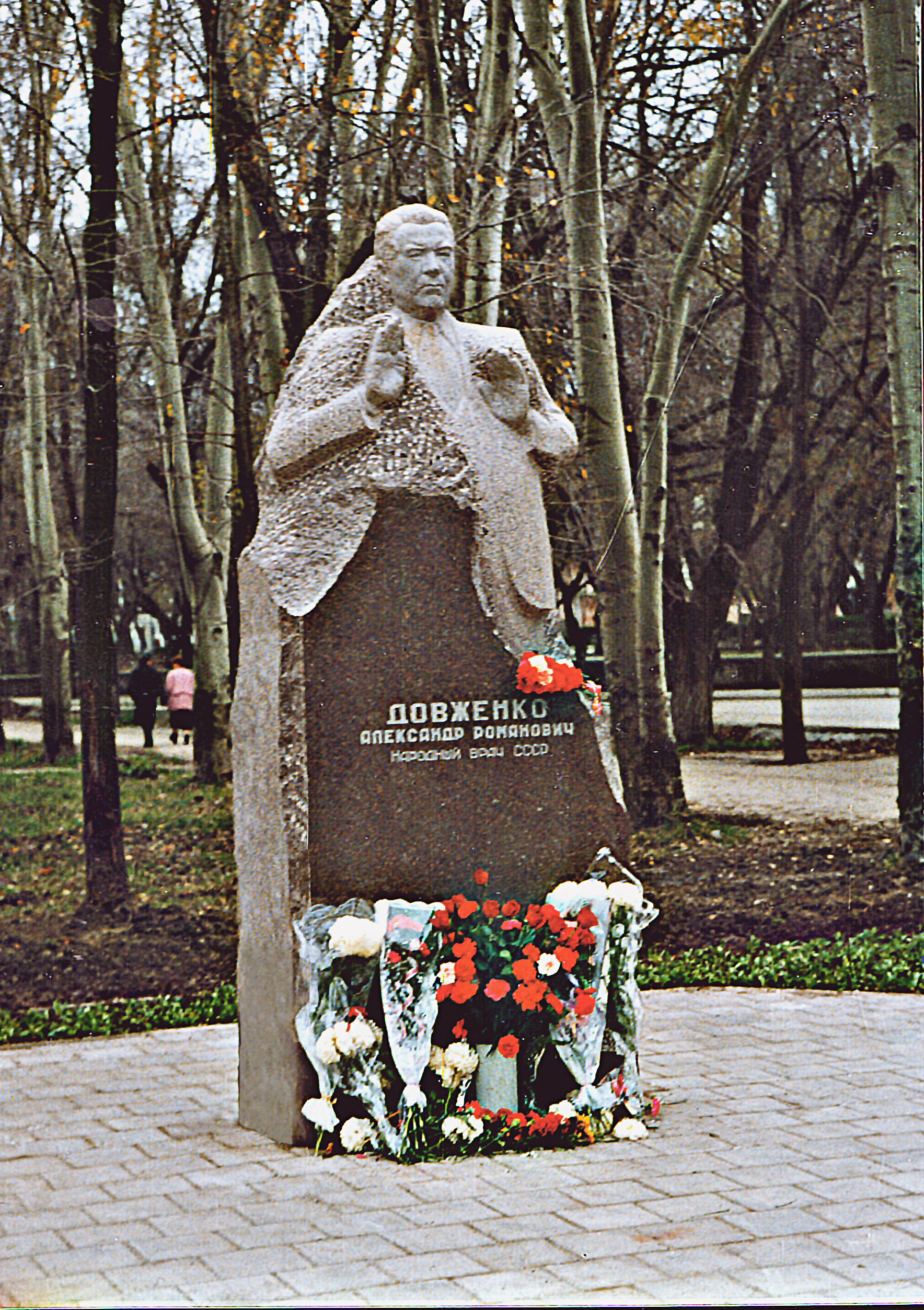
Памятник Народному врачу Александру Романовичу Довженко в Феодосии. 1996 г. Скульптор Урес В. А.

Могила Довженко

- В Феодосии (1995), затем в Харькове (1996) были установлены три мемориальные доски в память о Народном враче СССР, заслуженном враче Украины Александре Романовиче Довженко. Одна из них на фасаде здания поликлиники Феодосийского морского порта, где легендарный доктор проработал более 20 лет.
- В 1980—1990-е годы на экраны страны вышел ряд научно-популярных фильмов, созданных на киностудиях Москвы и Киева о работе Республиканского психотерапевтического наркологического центра (г. Феодосия)[8]. На базе центра проводится обучение и стажировка врачей психиатров-наркологов практически из всех регионов бывшего СССР в рамках метода А. Р. Довженко. Всего было подготовлено около 150 учеников, более 80 автор метода подготовил лично. Сегодня среди них: заслуженные врачи РФ, Украины, Республики Татарстан, доктора и кандидаты медицинских наук.
- Ежегодно с 1999 года в Харькове проходят традиционные научно-практические конференции с международным участием «Довженковские чтения». Их организаторами являются: Академия медицинских наук Украины, Министерство здравоохранения, ГУ «Институт неврологии, психиатрии и наркологии АМН Украины», Харьковская медицинская академия последипломного образования, научно-практическое общество неврологов, психиатров и наркологов Украины. По итогам конференций издаются сборники научных трудов[9].
- В Москве создан Благотворительный фонд школы им. А. Довженко.
- В 1989 году в Москве открылся психотерапевтический центр Дар, основанный А. Довженко.
- Республиканский наркологический психотерапевтический центр МОЗ Крыма носит имя А. Р. Довженко.
- На улице Горького в Феодосии был сооружён памятник[10] в его честь.
- Учреждена памятная медаль имени А. Р. Довженко. Решением Министерства здравоохранения Украины и Министерства здравоохранения России утверждена медаль Народного врача СССР А. Р. Довженко: «С целью ежегодного вручения медицинским работникам, педагогам, писателям, спортсменам, общественным и государственным деятелям, а также другим лицам, внесшим значительный вклад в освобождении людей от вредных привычек, пропаганду и внедрение здорового образа жизни».